# Episodi de I perché di Forky
La serie animata de I perché di Forky, composta da dieci episodi, è stata pubblicata dal servizio on demand Disney+ dal 12 novembre 2019 in Canada, Paesi Bassi e Stati Uniti. In Italia è stata pubblicata dal 24 marzo 2020 su Disney+.
La prima stagione è scritta e diretta da Bob Peterson.
| n° | Titolo originale    | Titolo italiano                 | Pubblicazione USA | Pubblicazione Italia |
| -- | ------------------- | ------------------------------- | ----------------- | -------------------- |
| 1  | What Is Money?      | Che cosa sono i soldi?          | 5 novembre 2019   | 24 marzo 2020        |
| 2  | What Is a Friend?   | Che cos'è un amico?             | 8 novembre 2019   | 27 marzo 2020        |
| 3  | What Is Art?        | Che cos'è l'arte?               | 15 novembre 2019  | 3 aprile 2020        |
| 4  | What Is Time?       | Che cos'è il tempo?             | 22 novembre 2019  | 10 aprile 2020       |
| 5  | What Is Love?       | Che cos'è l'amore?              | 29 novembre 2019  | 17 aprile 2020       |
| 6  | What Is a Computer? | Che cos'è un computer?          | 6 dicembre 2019   | 24 aprile 2020       |
| 7  | What Is a Leader?   | Che cos'è un leader?            | 13 dicembre 2019  | 1 maggio 2020        |
| 8  | What Is a Pet?      | Che cos'è un animale domestico? | 20 dicembre 2019  | 8 maggio 2020        |
| 9  | What Is Cheese?     | Che cos'è il formaggio?         | 27 dicembre 2019  | 15 maggio 2020       |
| 10 | What Is Reading?    | Che cos'è la lettura?           | 3 gennaio 2020    | 22 maggio 2020       |

## Che cosa sono i soldi?
- Titolo originale: What Is Money?
- Diretto da: Bob Peterson
- Scritto da: Bob Peterson

### Trama
Hamm tenta di spiegare a Forky il sistema monetario degli Stati Uniti d'America.

## Che cos'è un amico?
- Titolo originale: What Is a Friend?
- Diretto da: Bob Peterson
- Scritto da: Bob Peterson

### Trama
Forky riflette sui valori della vera amicizia in base alla sua breve esperienza personale in casa di Bonnie. Esprime i propri pensieri parlando con una tazza inanimata, che secondo lui si chiama "Cosa? No".

## Che cos'è l'arte?
- Titolo originale: What Is Art?
- Diretto da: Bob Peterson
- Scritto da: Bob Peterson

### Trama
Mr. Pricklepants racconta a Forky quanto sia complicato essere attore e saper recitare in modo convincente.

## Che cos'è il tempo?
- Titolo originale: What Is Time?
- Diretto da: Bob Peterson
- Scritto da: Bob Peterson

### Trama
Rex usa l'era dei dinosauri come esempio da dare a Forky sul concetto del tempo.

## Che cos'è l'amore?
- Titolo originale: What Is Love?[3]
- Diretto da: Bob Peterson
- Scritto da: Bob Peterson

### Trama
Forky cerca di capire cosa sia l'amore da alcuni vecchi giocattoli di Bonnie, che credono di sapere cosa sia perché lo hanno provato.

## Che cos'è un computer?
- Titolo originale: What Is a Computer?[3]
- Diretto da: Bob Peterson
- Scritto da: Bob Peterson

### Trama
Trixie spiega a Forky che cosa fa un computer mentre condividono i problemi più legati alla tecnologia.

## Che cos'è un leader?
- Titolo originale: What Is a Leader?[4]
- Diretto da: Bob Peterson
- Scritto da: Bob Peterson

### Trama
Dolly illustra a Forky le qualità di un buon leader e lui le mette subito alla prova!

## Che cos'è un animale domestico?
- Titolo originale: What Is a Pet?[4]
- Diretto da: Bob Peterson
- Scritto da: Bob Peterson

### Trama
Forky conosce la simpatica Rib Tickles e viene istruito sui pericoli che corrono i difensori della legge.

## Che cos'è il formaggio?
- Titolo originale: What Is Cheese?[4]
- Diretto da: Bob Peterson
- Scritto da: Bob Peterson

### Trama
Cono di panna, seccato da tutte le domande di Forky, gli fa un corso accelerato su tutto lo scibile umano.

## Che cos'è la lettura?
- Titolo originale: What Is Reading?[4]
- Diretto da: Bob Peterson
- Scritto da: Bob Peterson

### Trama
I vivaci fratellini "Piselli nel baccello" insegnano a Forky cosa sia la lettura e come si fa a leggere, con l'aiuto di Mr. Spell.